# En grönsakshandlares död
En grönsakshandlares död är en roman från 2004 av Åke Axelsson. Boken är en kriminalroman som utspelar sig i Umeå 1967.